# Gustaf af Klint
För andra betydelser, se Gustaf af Klint (olika betydelser).
Gustaf af Klint, född 31 maj 1771 i Karlskrona, död 30 april 1840, var en svensk sjömilitär och kartograf. Han var son till Erik af Klint samt far till Eric Gustaf och Fredrik Victor af Klint.

## Biografi
af Klint visade tidigt intresse och begåvning för sjömansyrket och i synnerhet sjömätningsarbeten. Han deltog med stora förtjänster som flaggadjutant i 1788-1790 års krig mot Ryssland i huvudsak som lots och rekognoscör. I kriget mot Norge 1814 deltog han som flaggkapten för flottorna och upphöjdes senare samma år till överste i flottan. Han blev viceamiral 1825.
Under senare delen av sitt liv ägnade han sig så ofta som det gavs möjlighet till att utarbeta det storartade verket Sveriges sjöatlas, som är en samling sjökartor över rikets egna farvatten och kuster samt över de farvatten, som besöks av svenska sjöfarande från Kattegatt till norra delen af Svarta havet. Verket, som består av drygt femtio plåtar, av vilka Klint själv utarbetade och delvis även graverade, omfattar "allmänna kartor" (i skalan l: 3 000 000), "passkartor" (i skalan l: 1 000 000), "kustkartor" (i skalan 1: 200 000) samt "beskrivningar över Östersjön och dess vikar, Kattegatt och Norges kust". På eget ansvar och nästan uteslutande på egen bekostnad (efter 1818 tilldelades honom dock ett offentligt årligt understöd av 1 000 rdr till verkets kompletterande) utförde Klint detta verk, sedan det på statens bekostnad påbörjade sjökarteverket över Östersjön av brist på medel i slutet av 1790-talet måste inställas. 
Han var ledamot av Örlogsmannasällskapet (1797), Vetenskapsakademien (1819), Krigsvetenskapsakademien och Lantbruksakademien. Vetenskapsakademien lät 1884 prägla en minnespenning över honom.

## Utmärkelser[5]
- Riddare av Svärdsorden - 9 december, 1802
- Kommendör av Svärdsorden - 23 juni, 1820
- Kommendör med stora korset av Svärdsorden - 31 augusti 1829
- Riddare av 1:a klass av Ryska Sankt Annas orden - november 1836
- Kommendör av Franska Hederslegionen - november 1836
- Stora korset av Danska Dannebrogorden - 27 oktober, 1838